# Élections législatives de 1946 dans le Pas-de-Calais
Les élections législatives françaises de 1946 se tiennent le 10 novembre. Ce sont les premières élections législatives de la Quatrième république, après l'adoption lors du référendum du 13 octobre d'une nouvelle constitution.

## Mode de scrutin
L'Assemblée nationale est composée de 618 sièges pourvus au scrutin proportionnel plurinominal suivant la règle de la plus forte moyenne dans le cadre départemental, sans panachage. 
Le vote préférentiel est admis, en inscrivant un numéro d'ordre en face du nom d'un, de plusieurs ou de tous les candidats de la liste. Mais l'ordre ne pourra être modifier que si au moins la moitié des suffrages portés sur la liste est numéroté. Dans les faits les modifications ne dépasseront jamais les 7%.
Dans le département du Pas-de-Calais, quatorze députés sont à élire, soit un de plus que lors des élections aux constituantes d'octobre 1945 et de juin 1946.
Les législateurs ne voulant pas que les circonscriptions dépassent les 10 sièges, le département est découpé en 2 circonscriptions. Ce découpage est maintenue avec la nouvelle constitution :
- la première correspond aux arrondissements de Boulogne-sur-Mer, Montreuil et de Saint-Omer, dotée de 5 sièges ;
- la deuxième englobe le reste du département, soit les arrondissements d'Arras, de Béthune, et de Saint-Pol et élit 9 députés, un de plus que pour les constituantes.

## Élus
| Député sortant      | Parti | Parti | Député élu ou réélu     | Parti | Parti |
| ------------------- | ----- | ----- | ----------------------- | ----- | ----- |
| 1re Circonscription |       |       |                         |       |       |
| Gaston Dassonville  |       | PCF   | Gaston Dassonville      |       | PCF   |
| Henri Henneguelle   |       | SFIO  | Henri Henneguelle       |       | SFIO  |
| Abel Poulain        |       | SFIO  | Abel Poulain            |       | SFIO  |
| Jacques Vendroux    |       | MRP   | Jacques Vendroux        |       | UDSR  |
| Paul Caron          |       | MRP   | Paul Caron              |       | MRP   |
| 2e Circonscription  |       |       |                         |       |       |
| Auguste Lecœur      |       | PCF   | Auguste Lecœur          |       | PCF   |
| René Camphin        |       | PCF   | René Camphin            |       | PCF   |
| Nestor Calonne      |       | PCF   | Nestor Calonne          |       | PCF   |
| Guy Mollet          |       | SFIO  | Guy Mollet              |       | SFIO  |
| Just Évrard         |       | SFIO  | Just Évrard             |       | SFIO  |
| Paul Sion           |       | SFIO  | Paul Sion               |       | SFIO  |
| Jules Catoire       |       | MRP   | Jules Catoire           |       | MRP   |
| Louis Beugniez      |       | MRP   | Louis Beugniez          |       | MRP   |
| Siège créé          |       |       | Antoine Chalvet de Récy |       | RI    |

## Résultats

### 1recirconscription (Boulogne-Montreuil-Saint-Omer)
| Parti    | Parti                                              | Tête de liste      | Résultats | Résultats | Sièges |  |
| Parti    | Parti                                              | Tête de liste      | Voix      | %         |        |  |
| -------- | -------------------------------------------------- | ------------------ | --------- | --------- | ------ |  |
|          | Section française de l'Internationale ouvrière     | Henri Henneguelle  | 47 407    | 25,80     | 2      |  |
|          | Mouvement républicain populaire                    | Paul Caron         | 42 086    | 22,91     | 1 1    |  |
|          | Parti communiste français                          | Gaston Dassonville | 41 649    | 22,67     | 1      |  |
|          | Rassemblement des gauches républicaines-Gaullistes | Jacques Vendroux   | 37 443    | 20,38     | 1 1    |  |
|          | Rassemblement des gauches républicaines            | Jules Pouget       | 15 148    | 8,25      | -      |  |
|          |                                                    |                    |           |           |        |  |
| Inscrits | Inscrits                                           | Inscrits           | 234 703   | 100,00    | 5      |  |
| Votants  | Votants                                            | Votants            | 187 010   | 79,68     |        |  |
| Exprimés | Exprimés                                           | Exprimés           | 183 733   | 98,25     |        |  |

### 2ecirconscription (Arras-Béthune-Saint-Pol)
| Parti    | Parti                                          | Tête de liste           | Résultats | Résultats | Sièges |  |
| Parti    | Parti                                          | Tête de liste           | Voix      | %         |        |  |
| -------- | ---------------------------------------------- | ----------------------- | --------- | --------- | ------ |  |
|          | Parti communiste français                      | Auguste Lecœur          | 131 605   | 35,58     | 3      |  |
|          | Section française de l'Internationale ouvrière | Guy Mollet              | 105 619   | 28,55     | 3      |  |
|          | Mouvement républicain populaire                | Jules Catoire           | 70 938    | 19,18     | 2      |  |
|          | Républicains indépendants-Gaullistes           | Antoine Chalvet de Récy | 61 730    | 16,69     | 1 1    |  |
|          |                                                |                         |           |           |        |  |
| Inscrits | Inscrits                                       | Inscrits                | 425 735   | 100,00    | 9 1    |  |
| Votants  | Votants                                        | Votants                 | 373 437   | 87,72     |        |  |
| Exprimés | Exprimés                                       | Exprimés                | 369 892   | 99,05     |        |  |